# Nerf digital dorsal du nerf radial
Les nerfs digitaux dorsaux du nerf radial sont les nerfs digitaux dorsaux de la main issus du rameau superficiel du nerf radial.
Ils correspondent au nerfs digitaux dorsaux latéral et médial du pouce, et au nerf digital dorsal latéral du majeur.